# Attacco Grob
L'attacco Grob o apertura Spike è l'apertura scacchistica caratterizzata dalla mossa:
1. g4

Questa rara apertura prende il nome dal Maestro Internazionale svizzero Henri Grob, il quale ha fatto profonde analisi su questa apertura e l'ha giocata frequentemente per corrispondenza.

## Analisi
Solitamente questa apertura è considerata debole ed è infatti di rado giocata nei tornei. Spesso questa apertura serve principalmente a sorprendere l'avversario, dato che non tutti i giocatori di livello medio hanno le conoscenze necessarie per confutare sulla scacchiera questa apertura nonostante questa possa portare al matto dell'imbecille.
Le risposte intuitive a questa apertura (1…d5) possono portare ad alcune trappole come la sequenza:
1. g4 d5
2. Ag2 Axg4
3. c4

cui segue l'idea del bianco di Db3 portando un attacco che potrebbe valere il pedone perso.
Un'altra ottima risposta a questa apertura è 1…e5 che occupa il centro per il nero.
I giocatori che usano questa apertura solitamente amano la sua violenta "autodistruttività" che demolisce la struttura pedonale bianca e puntano a distruggere anche la struttura pedonale nera. L'idea dietro l'attacco Grob è lo sviluppo dell'alfiere campochiaro in g2 e la successiva mossa di pedone in c4 per tentare di scardinare il centro nero e seguita da un arrocco rapido.
Un sistema poco noto ma efficace contro l'attacco Grob è dato da:
1. g4 e5
2. Ag2 h5!

che è stato usato in un'occasione anche dal Grande maestro Sergio Mariotti.